# Peter Skubic
Peter Skubic (* 11. August 1935 in Gornji Milanovac, Jugoslawien; † 1. Februar 2024 in Gamischdorf) war ein österreichischer Goldschmied und freier Künstler.
Peter Skubic galt als Provokateur unter den Schmuckkünstlern und ist im Kontext der österreichischen Kunst seit den 1960er Jahren zu sehen.

## Leben
Peter Skubic studierte von 1952 bis 1954 an der Fachschule für Metallkunstgewerbe in Steyr und von 1954 bis 1958 an der Universität für angewandte Kunst Wien bei Professor Eugen Mayer. 1966 legte er die Meisterprüfung als Gold- und Silberschmied ab.
1979 erhielt er eine Berufung als Professor an der Fachhochschule für Kunst und Design Köln. 1983, 1984 und 1996 war er Professor an der Internationalen Sommerakademie für bildende Kunst in Salzburg. Von 2002 bis 2003 war er Gastprofessor für Schmuckgestaltung an der Burg Giebichenstein Kunsthochschule Halle.
Um 1969 entstanden seine ersten freien Goldschmiedearbeiten und schon bald zählte er zu den international beachteten, einflussreichen Neuerern des Metiers. Zentrale Gestaltungsprinzipien sind Präzision, Kantigkeit, radikaler Minimalismus.
Das Werk reichte von Ringskulpturen mit erotischer Formensprache über Spannungsbroschen, Balance- und Spiegel-Objekte oder Arbeiten mit unsichtbarem Schmuck bis zu reliquienartig bewahrten Relikten von Performances. Bereits 1975, lange vor der Welle der Body-Modification ließ er sich ein Schmuckplättchen aus Edelstahl unter die Armhaut implantieren.
Der Künstler-Konstrukteur Peter Skubic verstand das Schmuckmachen als Experiment, skulpturales oder performatives Statement, Körperaktion, Grenzüberschreitung und schöpferische Befreiungstat.
Peter Skubic lebte und arbeitete in Gamischdorf in der Gemeinde Sankt Michael im Burgenland.

## Auszeichnungen
- 1976 Goldene Ehrenmedaille der Gesellschaft bildender Künstler Österreichs
- 1977 Theodor-Körner-Preis
- 1978 Preis der Stadt Wien für Bildende Kunst
- 2005 Ehrenring der Gesellschaft für Goldschmiedekunst in Hanau
- 2008 Bayerischer Staatspreis

## Arbeiten in öffentlichen Sammlungen
- Metropolitan Museum, New York
- Museum of Arts & Design, New York USA
- Museum of Fine Arts, Houston, Texas USA
- Museum of Modern Art, Tokyo
- Museum Boijmans Van Beuningen, Rotterdam
- Kunstgewerbemuseum Jablonec
- Museum für Kunst und Gewerbe, Hamburg
- Landesmuseum Karlsruhe
- Taideteollisuusmuseo, Helsinki
- Kunstgewerbemuseum Berlin, Berlin
- Stadtmuseum München
- Neue Sammlung, Museum für Angewandte Kunst, München
- Sammlung Ludwig, Aachen
- Schmuckmuseum Pforzheim
- Museum für Angewandte Kunst Köln
- Oberösterreichisches Landesmuseum Francisco Carolinum, Linz
- Neue Galerie, Museum für Moderne Kunst, Linz
- Landesmuseum Kärnten, Klagenfurt
- Bundesministerium für Unterricht und Kunst, Wien
- Niederösterreichisches Landesmuseum, St. Pölten
- Museum für angewandte Kunst, M.A.K., Wien
- Muzeum Ceskeho Raje, Turnov
- Angermuseum, Erfurt
- Landesmuseum Burgenland, Eisenstadt
- Museum des 20. Jahrhunderts, Wien